# Linea Tōhō (metropolitana di Sapporo)
La Linea Tōhō (東豊線?, Tōhō-sen) è una linea della metropolitana di Sapporo, a servizio dell'omonima città, in Giappone ed è posseduta e gestita dall'operatore Sapporo City Transportation Bureau.
Il suo nome significa letteralmente Linea est-ovest, la linea è contrassegnata dal colore ■ e le sue stazioni assumono una sigla in codice composta dalla lettera H seguita dal numero progressivo della stazione.

## Stazioni
| Codice | Stazione              | Giapponese   | Distanza intermedia | Distanza totale | Collegamenti | Posizione   |
| ------ | --------------------- | ------------ | ------------------- | --------------- | --- | ----------- |
| H01    | Sakaemachi            | 栄町         | -                   | 0.0             | | Higashi-ku  |
| H02    | Shindō-Higashi        | 新道東       | 0.9                 | 0.9             | | Higashi-ku  |
| H03    | Motomachi             | 元町         | 1.2                 | 2.1             | | Higashi-ku  |
| H04    | Kanjō-Dōri-Higashi    | 環状通東     | 1.4                 | 3.5             | | Higashi-ku  |
| H05    | Higashi-Kuyakusho-Mae | 東区役所前   | 1.0                 | 4.5             | | Higashi-ku  |
| H06    | Kita-13Jō-Higashi     | 北13条東     | 0.9                 | 5.4             | | Higashi-ku  |
| H07    | Sapporo               | さっぽろ     | 1.3                 | 6.7             | Metropolitana di Sapporo: Linea Namboku (N06) Hokkaido Railway Company: ■Linea principale Hakodate (presso la stazione di Sapporo:01) | Chūō-ku     |
| H08    | Ōdōri                 | 大通         | 0.6                 | 7.3             | Metropolitana di Sapporo: Linea Namboku (N07) Linea Tōzai (T09) Tram di Sapporo: Linea Ichijō (presso la stazione di Nishi-Yon-Chōme) | Chūō-ku     |
| H09    | Hōsui-Susukino        | 豊水すすきの | 0.8                 | 8.1             | Tram di Sapporo: Linea Yamahana (presso la stazione di Susukino)                                                                      | Chūō-ku     |
| H10    | Gakuen-Mae            | 学園前       | 1.4                 | 9.5             | | Toyohira-ku |
| H11    | Toyohira-Kōen         | 豊平公園     | 0.9                 | 10.4            | | Toyohira-ku |
| H12    | Misono                | 美園         | 1.0                 | 11.4            | | Toyohira-ku |
| H13    | Tsukisamu-Chūō        | 月寒中央     | 1.2                 | 12.6            | | Toyohira-ku |
| H14    | Fukuzumi              | 福住         | 1.0                 | 13.6            | | Toyohira-ku |